# Arctanthemum
Arctanthemum là một chi thực vật có hoa trong họ Cúc (Asteraceae).

## Loài
Chi Arctanthemum gồm các loài: